# Steereella
Steereella là một chi rêu trong họ Metzgeriaceae.